# Auguste Perret

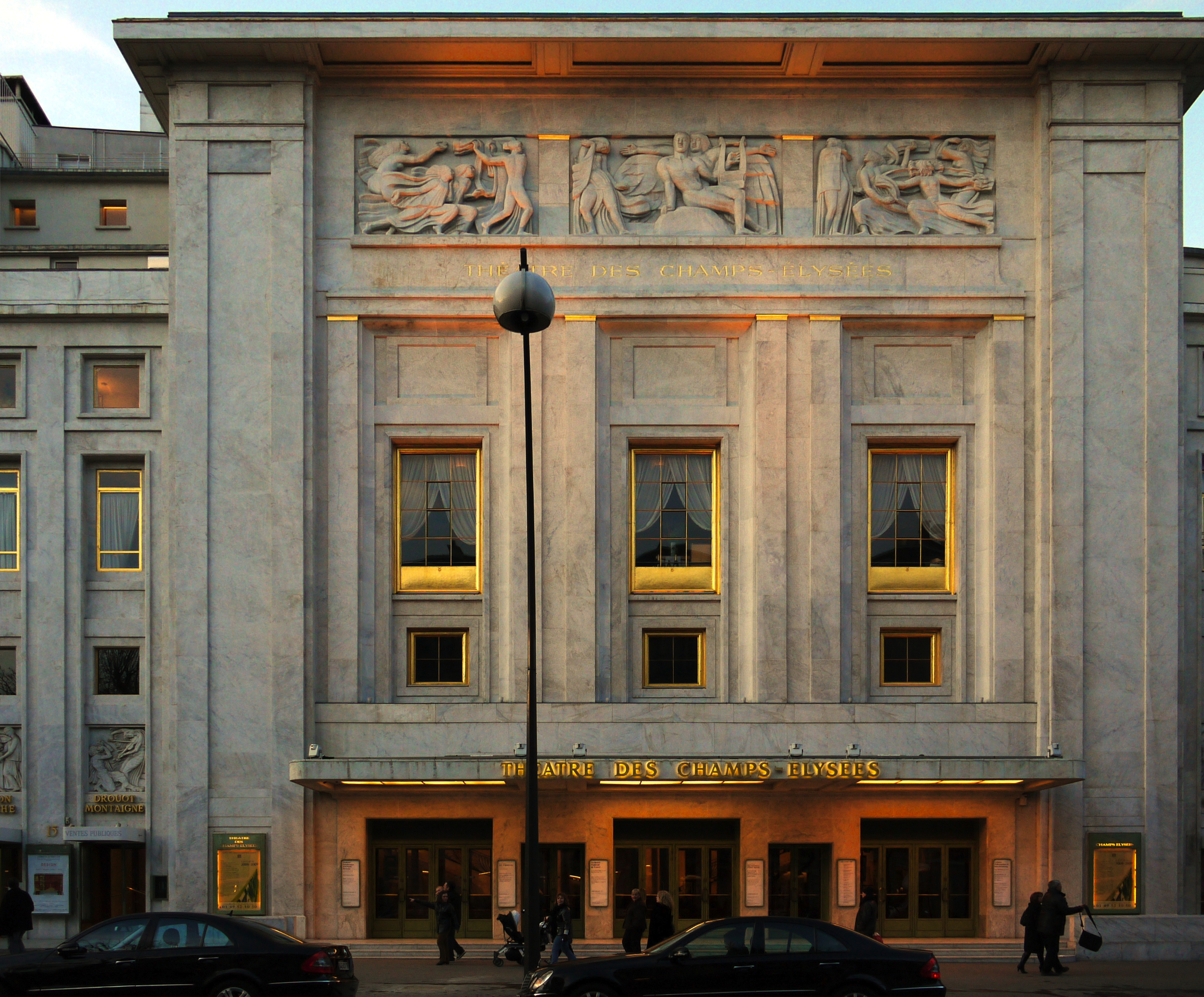
Théâtre des Champs-Élysées, Paris, 1913

Auguste Perret (Elsene, België, 12 februari 1874 - 25 februari 1954) was een Frans architect. Hij was gespecialiseerd in gewapend beton. Sinds 2005 staat zijn ontwerp van Le Havre op de Werelderfgoedlijst van de UNESCO.
August Perret kreeg, net als zijn broer Gustave Perret, al vroeg te maken met bouwconstructies via het bedrijf van zijn vader. Bij zijn studie aan de Parijse École des Beaux-Arts leerde Auguste de klassieke principes van proportie en composities van zijn tutor Julien Guadet.
Vanaf 1940 doceerde Perret zelf aan de École des Beaux-Arts. Hij won in 1948 de Koninklijke gouden medaille van de Royal Institute of British Architects, en in 1952 de Gouden Medaille van het American Institute of Architects.

## Werk

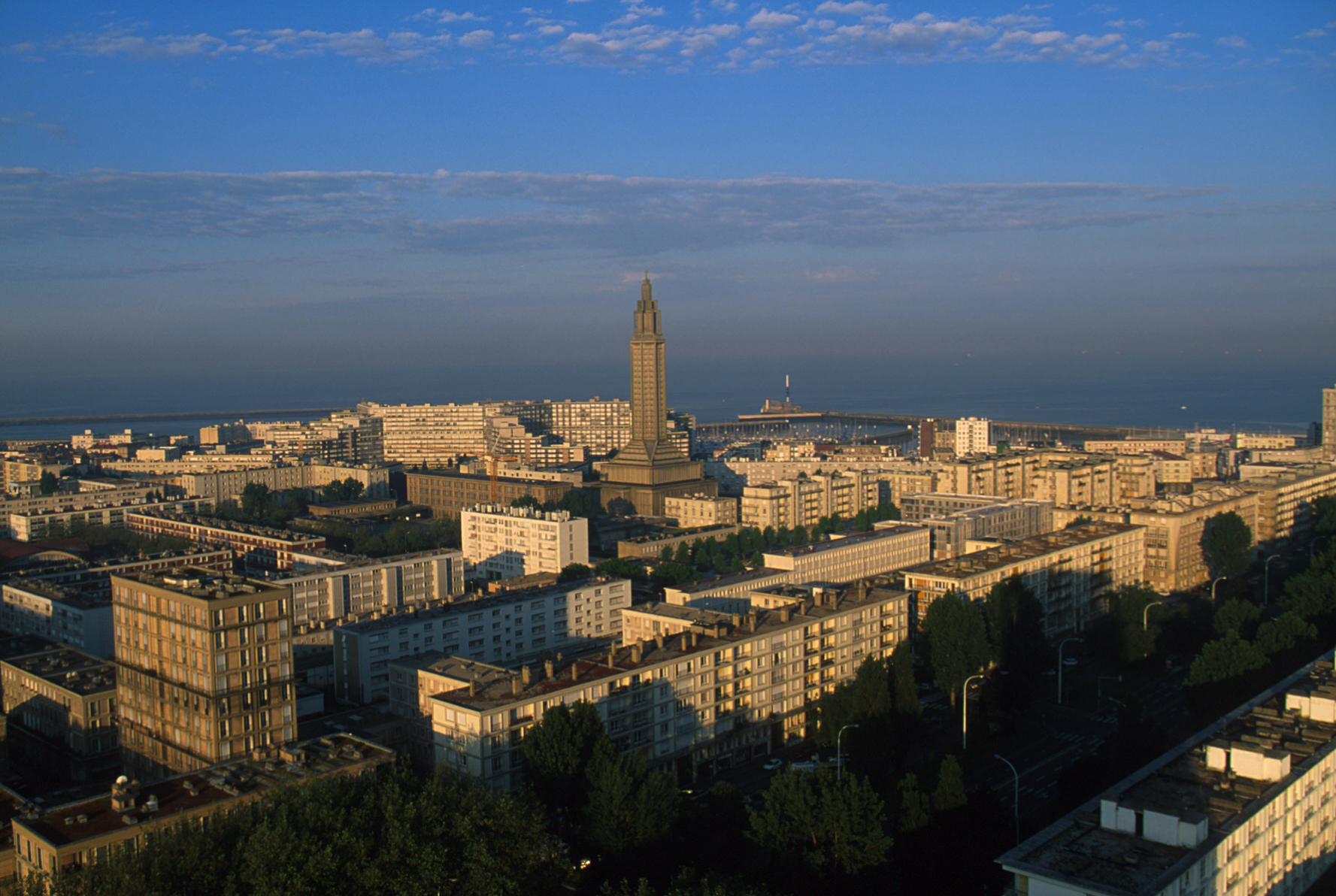
Stadsgezicht Le Havre

Voorbeelden van het werk van Perret:
- Rue Benjamin-Franklin, appartementen (numéro 25bis), Parijs, 1902-1904
- Garage Ponthieu, Parijs, 1906 (gesloopt in 1970)
- Het art-nouveaugebouw Théâtre des Champs-Élysées, Parijs, 1913
- De concertzaal, la salle Cortot, van de École Normale de Musique de Paris (1928-1929)
- De église Notre-Dame du Raincy, de betonnen kathedraal in Le Raincy, Frankrijk, 1922-1923.
- Het stadhuis, de église Saint-Joseph (1951-1956, 110 meter hoog) en verdere reconstructie van Le Havre na de Tweede Wereldoorlog, 1949-1956. Deze stad heeft geleden onder grootschalige vernietiging.
- la tour Perret in Amiens (1949-1952), een meer dan 100 m hoge torenflat
- Het station van Amiens, 1955